# Mary Brooks
Pour les articles homonymes, voir Brooks.
Mary Elizabeth Thomas Peavey Brooks (1er novembre 1907 - 11 février 2002) est une femme politique américaine. Elle dirige la Monnaie des États-Unis de septembre 1969 à février 1977.

## Jeunesse et études
Mary Elizabeth Thomas naît de John Thomas et de Florence (Johnson) Thomas le 1er novembre 1907 à Colby, au Kansas. Ses parents déménagent à Gooding, dans l'Idaho, au début de l'année 1909, alors qu'elle est âgée de 14 mois. Son père est éleveur et banquier ; il est nommé sénateur de l'Idaho à deux reprises, après les décès de Frank R. Gooding (en) en 1928 et de William Borah en 1940.
Fille unique, Thomas est diplômée de la Gooding High School en 1925 et fréquente le Mills College d'Oakland, en Californie, qui est alors une école féminine de deux ans. En 1927, elle entre à l'université de l'Idaho à Moscow, où elle est membre de l'association Kappa Kappa Gamma, et obtient une licence en économie en 1929.

## Vie privée
Elle rencontre son premier mari, Arthur Jacob Peavey de Twin Falls, alors qu'ils sont étudiants à l'université de l'Idaho. Il est membre de la fraternité Phi Delta Theta et obtient également son diplôme en 1929. Il se noie dans un accident de bateau sur la Snake River en 1941 et n'est pas retrouvé pendant dix jours, ce qui laisse la jeune femme veuve, âgée d'une trentaine d'années, avec deux jeunes enfants. Peu de temps après, sa mère décède et elle a déménagé sa famille à Washington, D.C., où son père siège au Sénat américain.
Son second mari, Charles Wayland Brooks, est sénateur de l'Illinois. Ils se marient en mai 1946 et restent ensemble pendant onze ans, jusqu'à ce qu'il meure d'une crise cardiaque massive en 1957. Après son départ du Sénat en janvier 1949, ils vivent dans la région de Chicago.

## Sénatrice de l'Idaho
Mary Brooks est élue au Sénat de l'État de l'Idaho en 1964 et y siège jusqu'en 1969, date à laquelle elle est nommée à la tête de la Monnaie des États-Unis par le président Nixon, en septembre.

## Directrice de la Monnaie
Le président Richard Nixon nomme Mary Brooks directrice de la Monnaie des États-Unis, la troisième femme nommée à ce poste, en septembre 1969. Elle supervise la première production de la pièce d'un dollar Eisenhower, ainsi que la conception des pièces d'un quart de dollar, d'un demi-dollar et d'un dollar pour le bicentenaire des États-Unis.
C'est à elle que l'on doit la sauvegarde du bâtiment original de la Monnaie de San Francisco, connu sous le nom de « Granite Lady », en le transférant au département du Trésor. Le bâtiment, l'un des rares à avoir survécu au grand tremblement de terre de 1906, est inoccupé depuis 1937 et tombe en ruine. Il est aujourd'hui classé monument historique national et monument historique de Californie. Brooks reçoit le prix I Left My Heart In San Francisco (J'ai laissé mon cœur à San Francisco) en 1974 de la part du San Francisco Convention and Visitors Bureau pour ses efforts de préservation.
Pendant que Brooks est directrice de la Monnaie, elle mène une visite du U.S. Bullion Depository à Fort Knox, dans le Kentucky, pour les membres du Congrès et les médias, le 23 septembre 1974. Cette visite est toujours la seule fois où l'intérieur de l'USBD est vu par des membres du public.
En outre, Brooks reçoit la médaille du mérite de l'American Numismatic Association en 1988 et est la première femme à recevoir la plus haute distinction du département du Trésor des États-Unis, le prix Alexander Hamilton. Elle est intronisée au Hall of Fame de l'association des anciens élèves de l'université de l'Idaho en 1970. L'université lui décerne également un doctorat honorifique en 1999.

## Mort
Brooks décède en 2002 à l'âge de 94 ans à Twin Falls. Elle laisse un fils, John Peavey (né en 1933), de Carey, et une fille, Elizabeth Ann Eccles (1936-2004), de McCall, ainsi que six petits-enfants et huit arrière-petits-enfants.